# Черкаський академічний обласний український музично-драматичний театр імені Т. Г. Шевченка
Черкаський академічний обласний український музично-драматичний театр ім. Тараса Шевченка — обласний музично-драматичний театр у місті Черкаси, головна театральна сцена Черкаської області.

## Історія

### В статусі пересувного
Історія постійно діючого драматичного театру розпочинається від пересувного ІІ робітничо-колгоспного театру, який заснувала група вихідців з 3-ї майстерні мистецького об'єднання «Березіль» та який був затверджений урядовою постановою. Навесні 1932 року актори цієї новоствореної театральної трупи показали [дебютну виставу «Родина щіткарів» за популярною на той час п'єсою Мирослава Ірчана у місті Малині Житомирської області. Пересувний театр довго шукав постійного місця. Вже наступного 1933 року він переїжджає до Черкас, на той час — одного з районних центрів Київської області, і відтоді стає постійно діючим у місті. Першою виставою стали п'єси Максима Горького «Вороги» та Олександра Пушкіна «Борис Годунов». 1937 року театр переміг у республіканському конкурсі робітничо-селянських театрів у Києві.
1939 року на честь 125-річчя від дня народження Тараса Шевченка театру присвоєно ім'я Великого Кобзаря. До цієї дати театр показав виставу «Назар Стодоля». 1944 року, майже одразу після звільнення від німецьких окупантів, театр виступив із виставою Івана Карпенка-Карого «Безталанна». 1954 року, у зв'язку з утворенням Черкаської області театр реорганізовується у стаціонарний, вирішується питання будівництва нової будівлі. 1959 року розпочинається його будівництво, а 1 вересня 1965 року він був урочисто відкритий. Це був перший театр у республіці, збудований з урахуванням останніх досягнень будівельної техніки та сценічного обладнання. Тут вперше в Україні була змонтована максимально рухома сцена, механізми якої дозволяють рухати декорації вагою до 14 тонн. Крім того було вперше використано новітні освітлювальні пристрої та установка стереофонічного звучання.

### В статусі обласного
Починаючи від 1963 року театрові надається статус — обласний державний український музично-драматичний.
38 років (1970—2008) художнє керівництво театру незмінно очолював народний артист України Алім Ситник, лауреат премії Національної спілки театральних діячів України, Миколи Садовського (2000) та Сергія Данченка (2007). Постановкам А. І. Ситника, а їх було близько 90, притаманне філософське осмислення дійсності, психологічна глибина, художня довершеність. Його останні вистави — «Вишневий сад» А.Чехова, «Варавва» Мішеля де Гельдерода,  «Любов під в'язами» Ю.О'Ніла, «Князь Ярослав» І. Кочерги.
Творчо збагатили афішу театру режисери-постановники: заслужені діячі мистецтв України В.Шулаков, В.Бегма, А.Жолдак, П. Ластівка; народний артист Росії О.Дзекун; режисери Д.Богомазов, Сергій Проскурня.
Яскравий  слід у сценографії  Черкаського театру залишив народний художник України, лауреат Національної премії ім. Т. Г. Шевченка Данило Нарбут. Сімдесят вистав відомого митця знайшли своєрідне сценічне втілення на нашій сцені.
Бути справжнім будівничим театру доля нарікла Сергія Ілліча Шевченка. За 17 директорських літ йому вдалося добудувати і обладнати сучасною технікою (на той час) новий театр(1965 р.)
У 1982—1994 роках директором театру був Борис Верлінський, заслужений працівник культури України.
З 1994 по 1999 рік театр очолював Ситник Алім Іванович.
З грудня 1999 по 2017 р. театр очолював Осипов Володимир Олексійович Заслужений діяч мистецтв України. Людина віддана мистецтву, досконально знаюча структуру театрального колективу, умови його діяльності.
З 8 лютого 2017 року директором-художнім керівником є Заслужений діяч мистецтв України Ластівка Петро Петрович. В 1979 році закінчив інститут, тепер Київський національний університет театру, кіно і телебачення імені І.Карпенка-Карого, режисерське відділення (курс Михайла Рудіна (Шермана), викладач режисури Володимир Неллі-Влад). Підчас навчання практикувався в режисерів: Анатолій Ефрос, Юрій Любімов, Андрій Гончаров, Олег Єфремов, Борис Равенських, Георгій Товстоногов. Після закінчення інституту брав участь в навчально-науковій лабораторії сценографів та режисерів Михайла Френкеля при УТТ (тепер НСТДУ). В різних театрах України та зарубіжжя здійснив постановки понад 130 вистав.
З 1967 по 2008 рік музичною частиною театру керував Талах Валентин Костянтинович. Сьогодні успішно працює в театрі диригент, Заслужена артистка України Бєлкіна Олена Львівна.
В різні роки балетмейстерами в театрі працювали: О. Талан, заслужені працівники культури України Л. Коваль, В. Луценко. Зараз хореографічною пластикою трупи опікується балетмейстер заслужений артист України Володимир Татарінов.

### В статусі академічного
25 квітня 2006 року Міністерством культури і туризму України театру було надано академічний статус, відтак офіційна теперішня назва театру. 2007 року у театрі була проведена модернізація глядацької зали, до інтер'єру якої додано люстру діаметром 4,5 м з австрійського кришталю, на виготовлення якої тернопільські майстри використали 17 тисяч шматків.
Понад 50 років в театрі пропрацювала Попова Надія Марківна — перша черкащанка, що отримала звання народної артистки України.

### Пожежа 2015 року
1 липня 2015 року у будівлі театру сталася масштабна пожежа. Загоряння було виявлено о 14:35 працівнками театру. У цей час сторонніх осіб у приміщенні не було, артисти завершили репетицію. Загоряння відбулося у залі для глядачів. Працівники театру спочатку самотужки намагалися загасити пожежу, проте вона швидко поширилася. Перший пожежний розрахунок прибув до театру о 14:50. На цей час пожежа вже мала площу близько 200 квадратних метрів, і її площа продовжувала збільшуватися. На місці пожежі працювало 17 одиниць пожежної та спеціальної техніки, 206 рятувальників, 62 офіцери та курсанти Інституту пожежної безпеки ім. Героїв Чорнобиля (курсантів використовували на допоміжних роботах). Попри зусилля пожежників, о 15:32 через високу температуру перекриття між поверхами в глядацькій залі почали руйнуватися. Майже одночасно руйнувалися плити перекриття даху театру. Вогонь поширився на покриття. Площа пожежі досягла 300 квадратних метрів у залі для глядачів та 200 квадратних метрів на покрівлі. О 16:28 пожежу вдалося локалізувати в межах залу для глядачів. О 17:24 пожежу було ліквідовано. Під час пожежі до лікарів «Швидкої медичної допомоги» з різними скаргами звернулися 11 рятувальників. Четверо з них були госпіталізовані через перегрів. У результаті пожежі глядацька зала вигоріла повністю, реквізит не постраждав.
Останні спектаклі сезону вирішено було показати на сцені міського будинку культури імені Кулика, та в Центрі дитячої та юнацької творчості.
Рішенням загальних зборів колективу театру, одразу після пожежі був відкритий Благодійний Фонд допомоги театру, який має повну назву: Благодійна Організація «Благодійний Фонд „Черкаський театр“», членами правління якого стали актори Черкаського театру. Основні завдання Фонду: зібрати кошти на відбудобу театральних приміщень пошкоджених під час пожежі, допомога Черкаському театру у спеціальному технічному оснащенні, тощо.
Роботи з відновлення театру додали і нові найважливіші системи управління звуком та світлом (звукова консоль AVID S6L-24C, світлова MA Lighting grandMA3).
9 березня 2021 року відбулося урочисте відкриття театру після тривалої реконструкції.

### Новітній період
З 1 грудня 2020 року головним режисером театру стає Станіслав Садаклієв

## Репертуар
За свою історію колектив театру здійснив понад 450 постановок: близько 80 — за п'єсами української класичної драматургії; понад 50 — класичної зарубіжної; понад 300 — сучасної національної, країн СНД та зарубіжної драматургії.
Чільне місце в репертуарі театру посідають вистави за творами і мотивами творчості та біографії Тараса Шевченка. У сценічному втіленні проблематика всебічного розкриття спадщини Кобзаря була узагальнена, як тема Прометея — тема громадянського вчинку в ім'я людини, в ім'я добра на землі: постановки «Назар Стодоля» Тараса Шевченка (1939, 1951, 1960, 1980), «Мати наймичка» Івана Тобілевича за Тарасом Шевченком (1961), «Дума про Кобзаря» М. Негоди (1961), «Марина» Миколи Зарудного за Тарасом Шевченком (1964), «Катерина» В. Лемеля (1966), «Тарас Шевченко» Андрія Малишка (1970), «Титарівна» Марка Кропивницького за Тарасом Шевченком (1978), «Стіна» Юрія Щербака (1984), «Гайдамаки» Тараса Шевченка (1989), «Великий льох» О. Дзекуна за Тарасом Шевченком (2003).

Інформаційний стенд (з афішею і даними про постановки та акторів) біля приміщення театру, червень 2009 року

За час роботи театр зіграв понад 40500 вистав, щорічно дається близько 220 вистав. У 1990—2000-ні роки користувались популярністю як «класичні» українські, російські та зарубіжні постановки — «Лісова пісня» (за Лесею Українкою), «Лимерівна» Панаса Мирного, «Дума про братів Неазовських» Ліни Костенко, «Чума обом домівкам Вашим» Григорія Горіна, «Вишневий сад» Антона Чехова, «По той бік Голгофи (Варавва)» Мішеля де Гельдерода, «Отелло» Вільяма Шекспіра тощо, так і спроби творчого переосмислення ролі і призначення театру, намагання жанрового вивільнення від соціальної переобтяженості мистецтва.
Так, останнім часом у театрі намагаються дещо змінити мову спілкування з глядачем, надати пріоритет пошуку і застосуванню зовнішніх засобів виразності, як у створенні характерів, так і в пластичній будові сценічної дії. Цьому неабияк сприяє в значній мірі омолоджена трупа. А за один з головних методів такого творчого пошуку взято вибір вільного театрального жанру — комедії. Прикладами постановок, у яких вдало поєднуються традиції комедії і новітній театральний пошук, можуть служити такі постановки: «Французькі пристрасті на підмосковній дачі» Л. Разумовської, «Утішник вдів» Д. Маротта, Б. Рандоне, «Оперета!.. Оперета!.. Оперета» (постановка, що є попурі зі шлягерів з найпопулярніших оперет), «Сільва» імре Кальмана, «Дорога́ Памела» Дж. Патрика, «На всякого мудреця доволі простоти» Олександра Островського, «Любов під в'язами» Ю. О'Ніла.
З 2017 року було поставлено: «Наталка Полтавка» Івана Котляревського, «Бувальщина…Українські водевілі» Марка Кропивницького та Антона Велисовського, «Сурогатна мама» Володимира Винниченка, «Олена…не прийшла додому» Олександра Володарського, «Жіноча логіка» Анатолія Крима, «Продавець дощу» Річарда Неша, «Не турбувати! Шаленство в готельному люксі» Рея Куні, «Тестостерон або гармон кохання» Анджея Сарамановіча, «Обережно жінки» Андрія Курейчика, «Вісім жінок» Робера Тома, «Коза-Дереза» Миколи Лисенка, «Котик півник і лисичка» Олександра Олеся, «Снігова королева» (режисер Станіслав Садаклієв) Ганса-Християна Андерсена, «Сироїжка або таємниця лісового дощу» Валерія Зиміна, «Королева загублених ґудзиків» Лани Ра, «Підступна жаринка» Наталії Бонь, «Диво Св. Миколая» Івана Франка, «З Миколаєм до добра із сім'єю до Різдва» Петра Ластівки, концертна програма «Україна-Європа» у постановці Петра Ластівки, «Козацький концерт» у постановці Петра Ластівки, «Різдвяне вертепне дійство» у постановці Петра Ластівки, "Осьмачка ...Вільний" за творами Т. Осьмачки (реж. Станіслав Садаклієв), "Украдене Щастя" Івана Франка (реж. Станіслав Садаклієв), "Лісова Пісня" Лесі Українки (реж. Станіслав Садаклієв).

## Гастрольна і фестивальна діяльність, відзнаки
Мистецтво Черкаського академічного обласного українського музично-драматичного театру імені Т. Г. Шевченка широко відоме за межами Черкащини та України. Так, гастролі театру проводились у Києві (1964, 1970, 1979, 1993, 2001, 2003, 2004, 2005 роки), Кишиневі, Ярославлі, Баку, Уфі, Мінську, Гомелі, Могильові, Москві, майже у всіх обласних центрах України. З постановкою «Одруження» Андрія Жолдака театр брав участь у фестивалі «Мистецьке Березілля» (Київ, 2001), міжнародних фестивалях у містах Сібіу (Румунія, 2001), Кишинів (Молдова, 2001), Пловдив (Болгарія, 2001), Гренобль (Франція, 2002).
Протягом 2000-их років театр нагороджено дипломами лауреата низки фестивалів: Міжнародного фестивалю театрального мистецтва «Мандруючі зірки» (Київ, 2003) за виставу «Поминальна молитва» Григорія Горіна, Всеукраїнського державного театрального фестивалю «В гостях у Гоголя» (Полтава, 2003) за виставу «Поминальна молитва» Г. Горіна, Всеукраїнського театрального свята «Вересневі самоцвіти» (Кропивницький) з виставами «Поминальна молитва» Григорія Горіна (2004) та «Дума про братів Неазовських» Ліни Костенко (2005), Всеукраїнського фестивалю «Тернопільські театральні вечори» (Тернопіль, 2005) з виставою «Дума про братів Неазовських» Ліни Костенко.
У сезоні 2003/2004 років до 50-річчя створення Черкаської області на сцені Київського Національного театру імені Івана Франка театр показав найкращі свої вистави: «Великий льох» за Тарасом Шевченком та «Вишневий сад» Антона Чехова.
У 2005 році успішно пройшли гастролі театру з виставою «По той бік Голгофи (Варавва)» Мішеля де Гельдерода в містах Київ, Полтава, Суми, Житомир, Рівне, Луцьк, Умань.
Протягом 2006—2015 рр. у театрі проводився щорічний Міжнародний театральний фестиваль «Сцена людства», в якому брали участь театральні колективи як з України, так і з інших країн.
В 2019 році Черкаський театр з успіхом показав свої вистави «Бувальщина …Українські водевілі» м. Коломия — фестивалі «Коломийські представленя», «Обережно жінки» м. Тернопіль — фестиваль «Тернопільські театральні вечори», «Жіноча логіка» м. Чернівці — фестиваль «Золоті оплески Буковини», «Елеонора» м. Львів — фестиваль «Золотий Лев»

## Персоналії театру
Художні керівники
- Ластівка Петро Петрович (з 8 лютого 2017 по 2022)
- Паскалов Руслан Лукіч (в.о. директора-художнього керівнику театру з 2022)[8].

Головні режисери
- Садаклієв Станіслав Сергійович (з 1 грудня 2020)

## Постановки театру
- 2021, 24 березня — «ЛесЯ Українка» Павла Гончарова за мотивами творів «Одержима», «Камінний господар», «Кассандра», «Бояриня» Лесі Українки; реж. Павло Гончаров[9]
- 2021, 29 травня — «Украдене щастя» за п'єсою Івана Франка; реж. Станіслав Садаклієв
- 2021, 10 грудня — «Лісова пісня» за мотивами п'єси Лесі Українки; реж. Станіслав Садаклієв[10][11]
- 2022, 20 листопада — «Носороги» Ежена Йонеско; реж. Станіслав Садаклієв[12][13]
- 2023, 4 березня — «Балада про любов» Павло Гончаров за творами Володимира Івасюка; реж. Павло Гончаров[14][15][16]
- 2024, 27 січня — «Макбет» за Вільямом Шекспіром; реж. Станіслав Садаклієв [17][18]